# Hristo Lukov
Hristo Nikolov Lukov (en bulgare : Христо Николов Луков ; 6 janvier 1887 à Varna - 13 février 1943 à Sofia) était un lieutenant-général bulgare, un homme politique d'extrême droite et un ministre bulgare de la Guerre de 1935 à 1938, qui dirigeait l'Union des légions nationales bulgares (UBNL) de 1942 à 1943, une organisation nationaliste qui soutenait largement l'idéologie nazie. Lukov a été assassiné en 1943 par deux membres du mouvement de résistance bulgare, Violeta Yakova et Ivan Burudzhiev.

## Biographie

### Carrière politique et militaire
Né le 6 janvier 1887, il est diplômé de l'université militaire nationale "Vasil Levski" en 1907 et participe à la première et à la deuxième guerre des Balkans dans une division d'artillerie.

#### Première Guerre mondiale
Hristo Nikolov Lukov a été promu au cours de la Première Guerre mondiale au rang de major et de commandant d'un bataillon d'artillerie, il sert dans la 1re division d'infanterie de Sofia et la 5e division d'infanterie du Danube.

#### L'entre-deux-guerres
Pendant l'entre-deux-guerres, Hristo Nikolov Loukov devient commandant de l'École d'artillerie de l'armée, de la section de formation de l'inspection de l'artillerie de l'état-major général et des 2e et 3e divisions d'infanterie.
Du 23 novembre 1935 au 4 janvier 1938, Loukov occupe le poste de ministre bulgare de la guerre, poste dans lequel il noue des liens étroits avec de hauts responsables nazi,. À ce titre, il participe à la liquidation de l'Organisation révolutionnaire macédonienne interne, qui avait commencé à opérer après le coup d'État de 1934. Ses relations avec le tsar Boris III se sont détériorées au début de l'année 1938 en raison de "problèmes techniques dans l'armée et le droit militaire", ainsi que des doutes du tsar quant aux tentatives de Loukov d'influencer les affaires de l'État et de nommer des ministres. Il est contraint de démissionner du gouvernement et prend sa retraite de l'armée. Le 25 janvier 1938, il est promu au rang de lieutenant général et transféré dans la force de réserve.

#### Seconde Guerre mondiale
Avant même le début de la Seconde Guerre mondiale, il noua des liens avec des dirigeants de l'État nazi de l'époque.
Pendant la Seconde Guerre mondiale, il a été l'un des principaux partisans des puissances de l'Axe, en particulier de l'Allemagne nazie. Cela est dû en grande partie à ses relations étroites avec le Troisième Reich,. Il dirige l'organisation fasciste Union nationale des légions nationales bulgares (UBNL) de 1942 à sa mort, et avec l'aide de l'Allemagne, il transforma le UBNL en une organisation fasciste. Lukov était considéré comme l'un des principaux défenseurs des idées antisémites en Bulgarie.

## Mort
Pendant la Seconde Guerre mondiale, Lukov a été assassiné par des partisans communistes le 13 février 1943 à Sofia. Selon le livre "Au nom du peuple" de Mitka Grabcheva, il est tombé dans une embuscade tendue par deux résistants juifs devant son appartement à Sofia. Bien que touché par une balle, il a repoussé l'un des partisans, Ivan Burudzhiev, mais la seconde, Violeta Yakova, a tiré deux autres coups de feu et l'a tué.

## Postérité
Malgré son interdiction, des identitaires réalisent une marche néo-nazi en sa mémoire au mois de février, et des antifascistes s'y opposent en nombre sur place,.